# Hugo van Dalen

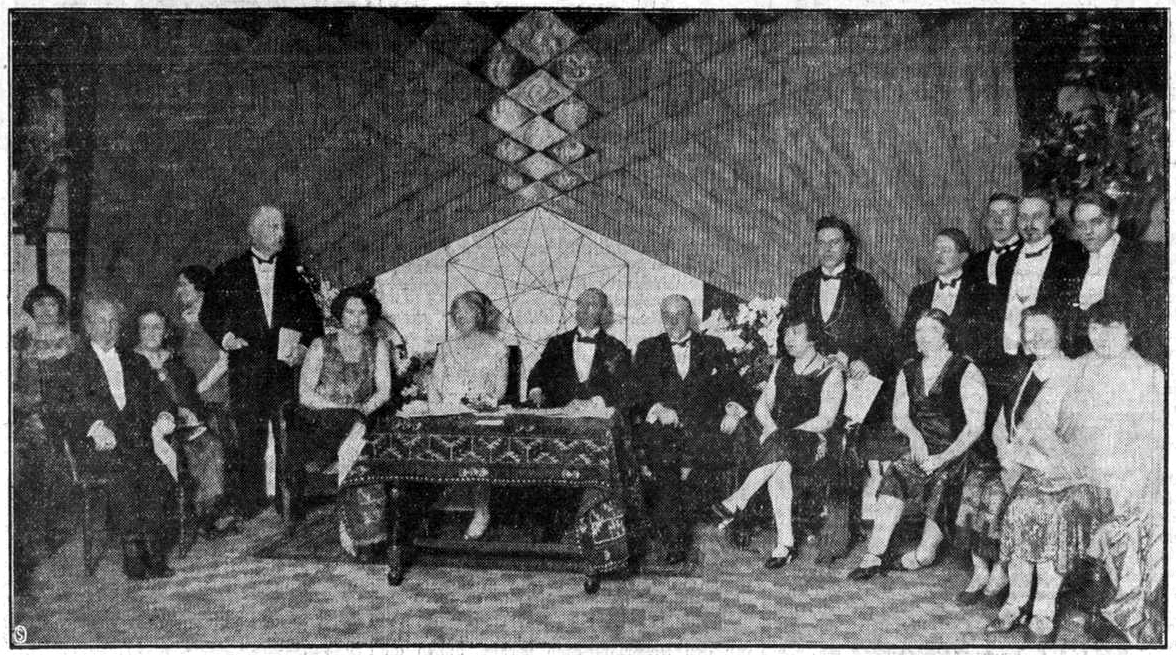
Hugo Van Dalen (a destra in piedi) alla premiazione dell'artista olandese Willem van Konijnenburg, 1928.

Hugo van Dalen (Dordrecht, 16 aprile 1888 – L'Aia, 24 febbraio 1967) è stato un pianista, compositore e scrittore olandese.

## Biografia
Van Dalen ha studiato pianoforte con Johan Wijsman e Julius Röntgen ad Amsterdam, con August Stradal a Vienna e Ferruccio Busoni a Berlino. È stato fino al 1914 insegnante presso il Conservatorio di Klindworth-Scharwenka, dove nel 1910 conobbe il compositore e pianista Sergej Bortkevič. I due sono rimasti amici per tutta la vita e Van Dalen lo ha sostenuto regolarmente, anche finanziariamente, quando Bortkevič a causa della seconda guerra mondiale venne a trovarsi in situazioni di bisogno.
Alla prima esecuzione del Concerto per pianoforte ed orchestra n. 1 op. 16 di Bortkevič, con l'Orchestra Blüthner diretta dal compositore, Van Dalen era il solista. La sua attività è stata molto più intensa di Bortkevič e di altri compositori russi. La musica pianistica dell'Europa dell'Est deve molto a lui. Egli dedicò particolare attenzione al pubblico olandese.
Ha scritto, tra l'altro, una biografia di Musorgskij e Čajkovskij, è stato coautore di pubblicazioni periodiche su musica e compositori europei orientali, e come giornalista nell'allora pubblicazione statale di letteratura The Fatherland ha raccontato le sue esperienze durante la sua tournée di concerti in Russia (1937-1939).
Dal 1918, Van Dalen è stato docente presso il Conservatorio Reale dell'Aia e membro di lunga data dell'Aia Art Circle, di cui 16 anni (1927-1937, 1940-1946) come presidente del Dipartimento di Musica.
Il governo belga lo ha nominato nel 1940 a cavaliere dell'Ordine di Leopoldo II in riconoscimento del suo impegno per aver portato all'attenzione del pubblico al di fuori della Russia le opere di compositori russi come Skrjabin. La Scriabin Society lo ha nominato membro onorario postumo nel 1988.

## Allievi
- Pieter Feike Asma (1912-1984)
- Peter Kingma (1926-1994)
- Joop Schouten (1907-1983)
- Helene Mulholland (1912-2000)

## Composizioni
Van Dalen ha composto Lieder, alcuni dei quali su testi di Alice Nahon (1896-1933), musiche per pianoforte ed opere sinfoniche.
- Prelude en Fuga in C moll voor Orgel / Opgedragen aan mijn beste collega Adr. Engels / Hugo van Dalen
- Concert voor / Piano / met / Orkestbegeleiding / Hugo van Dalen
- Rèverie Hugo van Dalen / 3 januari 1946
- Elegie Hugo van Dalen / ad lib pour la main Gauche
- Symphonisch gedicht "Poseidon"
- 1. Bouquet russe : for oboe and piano / Compusic / 1988
- 2. Fontaine lumineuse ; Légende : piano / Harmonia / 1966
- 3. Romance, hobo, piano / Molenaar / 1966
- 4. Preludes, piano ; Sel. ; Band I / J. Warnier / 1956
- 5. 13 preluden : voor piano / J. Warnier / 1956
- 6. Feestmars : voor piano : (tevens passend als begeleiding bij Acc. ork. uitgave No. AO. 80) / Editio "Musico" / 1955
- 7. Geestelijke liederen / Warnier / 1955
- 8. Zaterdag, zangstem, F gr.t.; Petermeyer, Heinrich / Wolters / In: Lentezangen / 1932
- 9. Muisstil daalt de nacht, zangstemmen [2]; Volker / Wolters / In: Lentezangen / 1932
- 10. Zaterdag, zangstem, piano, F gr.t.; Petermeyer, Heinrich / Wolters / In: Lentezangen / 1922
- 11. Muisstil daalt de nacht ..., zangstem, piano, F gr.t.; Volker / Wolters / In: Lentezangen / 1922
- 12. Klokken-preludes / Van Dalen / 19XX
- 13. Russische rhapsodie ; Pu. / s.n. / 19XX
- 14. Wintergepeinzen, Ges gr.t. / s.n. / 19XX
- 15. W K S, Es gr.t. / s.n. / 19XX
- 16. 't Is ure der getijen, es kl.t. / s.n. / 19XX
- 17. Rozenknop, As gr.t. / s.n. / 19XX
- 18. Regendag, As gr.t. / s.n. / 19XX
- 19. O, blijf niet aan me denken / s.n. / 19XX
- 20. Nachtdeun / s.n. / 19XX
- 21. Mist / s.n. / 19XX
- 22. Middag-wiedsters, g kl.t. / s.n. / 19XX
- 23. Menschenoogen, Es gr.t. / s.n. / 19XX
- 24. L'union royale, F gr.t. / s.n. / 19XX
- 25. Kussen, E gr.t. / s.n. / 19XX
- 26. Heur leste vroegmis / s.n. / 19XX
- 27. Hartenziel, D gr.t. / s.n. / 19XX
- 28. Drie witte rozen ... het symbool! / s.n. / 19XX
- 29. Deemstering, fis kl.t. / s.n. / 19XX
- 30. Avondwind, Ges gr.t. / s.n. / 19XX
- 31. Avond - Zonnebloemen, E gr.t. / s.n. / 19XX
- 32. Armoe / s.n. / 19XX
- 33. Biondetta ; Pu. / Holindruk / 19XX
- 34. Impression / s.n. / 19XX
- 35. Danssuite : duo voor mandoline en accordeon / Donemus / 19XX